# El vici del poder
El vici del poder (títol original en anglès: Vice) és una pel·lícula biogràfica estatunidenca de 2018 escrita i dirigida per Adam McKay. És protagonitzada per Christian Bale en el paper del vicepresident dels Estats Units Dick Cheney, i amb Amy Adams, Steve Carell, Sam Rockwell, Tyler Perry, Alison Pill, Lily Rabe, Jesse Plemons i Justin Kirk en papers secundaris. El film segueix els passos de Cheney per a convertir-se en el vicepresident amb més poder de la història dels EUA. La pel·lícula es va anunciar el novembre del 2016; Bale s'hi afegí l'abril del 2017 i el rodatge començà el mes de setembre.
El vici del poder es va estrenar als EUA el 25 de desembre del 2018, distribuïda per Annapurna Pictures, i ha estat doblada al català. El film va dividir la crítica: alguns el qualificaren d'"intel·ligentment sarcàstic", mentre que d'altres el trobaven "una demostració barroera d'odi polític". No obstant això, les interpretacions de Bale i Adams foren molt ben valorades. Rebé moltes nominacions, com ara vuit als Oscar, sis als Globus d'Or i sis als BAFTA. Christian Bale va guanyar el Globus d'Or al millor actor musical o còmic pel seu paper al film.

## Argument
La història d'El vici del poder és narrada per en Kurt, un veterà fictici de les guerres de l'Afganistan i de l'Iraq. La pel·lícula comença amb la resposta de Dick Cheney i altres càrrecs de la Casa Blanca als atemptats de l'11 de setembre de 2001. Llavors es presenta un flaschback al Wyoming del 1963, on Cheney troba feina d'operari elèctric, però té problemes amb l'alcohol que l'han dut a abandonar els estudis a la Universitat Yale. Després que un policia aturi Cheney conduint begut, la seva esposa Lynne Cheney el convenç de refer la seva vida.
El film avança fins al 1969, quan Cheney entra a treballar a la Casa Blanca durant la presidència de Richard Nixon. Sota les ordres del conseller econòmic del president, Donald Rumsfeld, Cheney s'introdueix en la política. Sent una conversa de Henry Kissinger en què es debat el bombardament secret de Cambodja amb el president del país. Després de la dimissió de Nixon, Cheney és ascendit a cap de personal de la Casa Blanca a càrrec del president Gerald Ford, mentre que Rumsfeld és nomenat Secretari de Defensa.
Després que Ford no pogués revalidar la presidència, Cheney es presenta a les eleccions a la Cambra de Representants per Wyoming. Pateix un primer atac de cor després de pronunciar un estrany discurs. Mentre es recupera, Lynne participa en la campanya en nom del seu marit, cosa que l'ajuda a aconseguir l'escó a la cambra. El següent càrrec que ocupa Cheney és el de Secretari de Defensa, durant la presidència de George H. W. Bush i la Guerra del Golf. Fora de la política, Cheney i Lynne reaccionen a l'anunci de la seva filla Mary, que els explica que és homosexual.
Durant la presidència de Bill Clinton, Cheney és director general de la multinacional Halliburton. Un epíleg fals explica que Cheney visqué la resta de la seva vida amb bona salut i feliç en el sector privat, però el film continua. Li proposen de presentar-se juntament amb George W. Bush a les eleccions presidencials del 2000. Cheney s'hi avé amb la condició que Bush li delegui competències executives "mundanes" com ara energia i polítiques d'exteriors. En el seu mandat com a vicepresident, controla decisions clau en matèria de defensa i política exterior.
El film torna als moments posteriors als atemptats de l'11 de setembre, mentre Cheney i Rumsfeld treballen per iniciar la invasió de l'Afganistan i de l'Iraq, que provoquen morts de civils i tortures als presoners. Mentre comença la Guerra contra el terrorisme, Cheney pateix sovint atacs de cor.

## Repartiment
- Christian Bale com a Dick Cheney
- Amy Adams com a Lynne Cheney
- Steve Carell com a Donald Rumsfeld
- Sam Rockwell com a George W. Bush
- Alison Pill com as Mary Cheney
- Lily Rabe com a Liz Cheney
- Jesse Plemons com a Kurt, el narrador

## Recepció
El 27 de gener del 2019, El vici del poder havia recaptat 42,1 milions de dòlars als Estats Units i al Canadà, i 8,3 milions de dòlars a la resta del món, amb un total global de 50,5 milions, davant d'un pressupost de 60 milions. A Rotten Tomatoes, el film té un percentatge d'aprovació del 66% segons 285 ressenyes, i una puntuació mitjana de 6,7 sobre 10. A Metacritic, la puntuació mitjana és de 61 sobre 100, segons 51 crítiques.